# Agueicha Diarra
Pour les articles homonymes, voir Diarra.
Agueicha Diarra, née le 30 juillet 1998, est une footballeuse internationale malienne. Elle évolue actuellement au poste d'attaquante au SC Casablanca.

## Biographie

### En club
Agueicha Diarra joue d'abord pour les Super Lionnes d'Hamdallaye.
Fin décembre 2020, elle quitte le Mali et signe son premier contrat professionnel au Maroc, à la Municipale de Laâyoune. Pour sa première saison, elle inscrit 26 buts en autant de matches de championnat.
Elle rejoint ensuite le Wydad Casablanca. Diarra termine la saison 2022-2023 avec 16 buts au compteur, ce qui en fait la quatrième meilleure buteuse du championnat.
En août 2023, elle devient la première Malienne à signer au SC Casablanca. Avec le SCC, Diarra atteint la finale de Ligue des champions africaine. Elle termine meilleure buteuse du championnat lors de la saison 2023-2024 avec 29 réalisations, aidant le SCC à atteindre la deuxième place du classement.
En septembre 2024, Diarra s'envole pour l'Europe et signe au Paris Saint-Germain.

### En sélection
Diarra participe aux éliminatoires de la coupe du monde U20 2016, mais le Mali est éliminé par la Guinée équatoriale.
Avec le Mali, Agueicha Diarra dispute la CAN en 2016, puis en 2018 où les Aigles Dames atteignent les demi-finales. En 2019, avec 7 réalisations, elle termine meilleure buteuse du tournoi de l'UFOA-A, où le Mali perd en finale face au Sénégal.

## Palmarès

### En club
SC Casablanca
- Ligue des champions féminine
  - Finaliste : 2023
- Tournoi de l'UNAF :
  - Champion : 2023
- Coupe du Trône :
  - Finaliste : 2021

Distinctions personnelles
- Meilleure buteuse du championnat du Maroc : 2023–24 (29 buts).